# Omoisocitrato deidrogenasi
La omoisocitrato deidrogenasi è un enzima appartenente alla classe delle ossidoreduttasi, che catalizza la seguente reazione:
(1R,2S)-1-idrossibutano-1,2,4-tricarbossilato + NAD+ ⇄ 2-ossoadipato + CO2 + NADH + H+
L'enzima è parte del pathway di biosintesi della lisina nei funghi.